# Universidad Iberoamericana León
La Universidad Iberoamericana León es una universidad privada confiada a la Compañía de Jesús, ubicada en la ciudad de León, Guanajuato. Pertenece al Sistema Universitario Jesuita y a la AUSJAL. Fue fundada en 1978 para extender los servicios educativos de la Ibero a la región del Bajío, siendo así el primer campus al interior de la República.

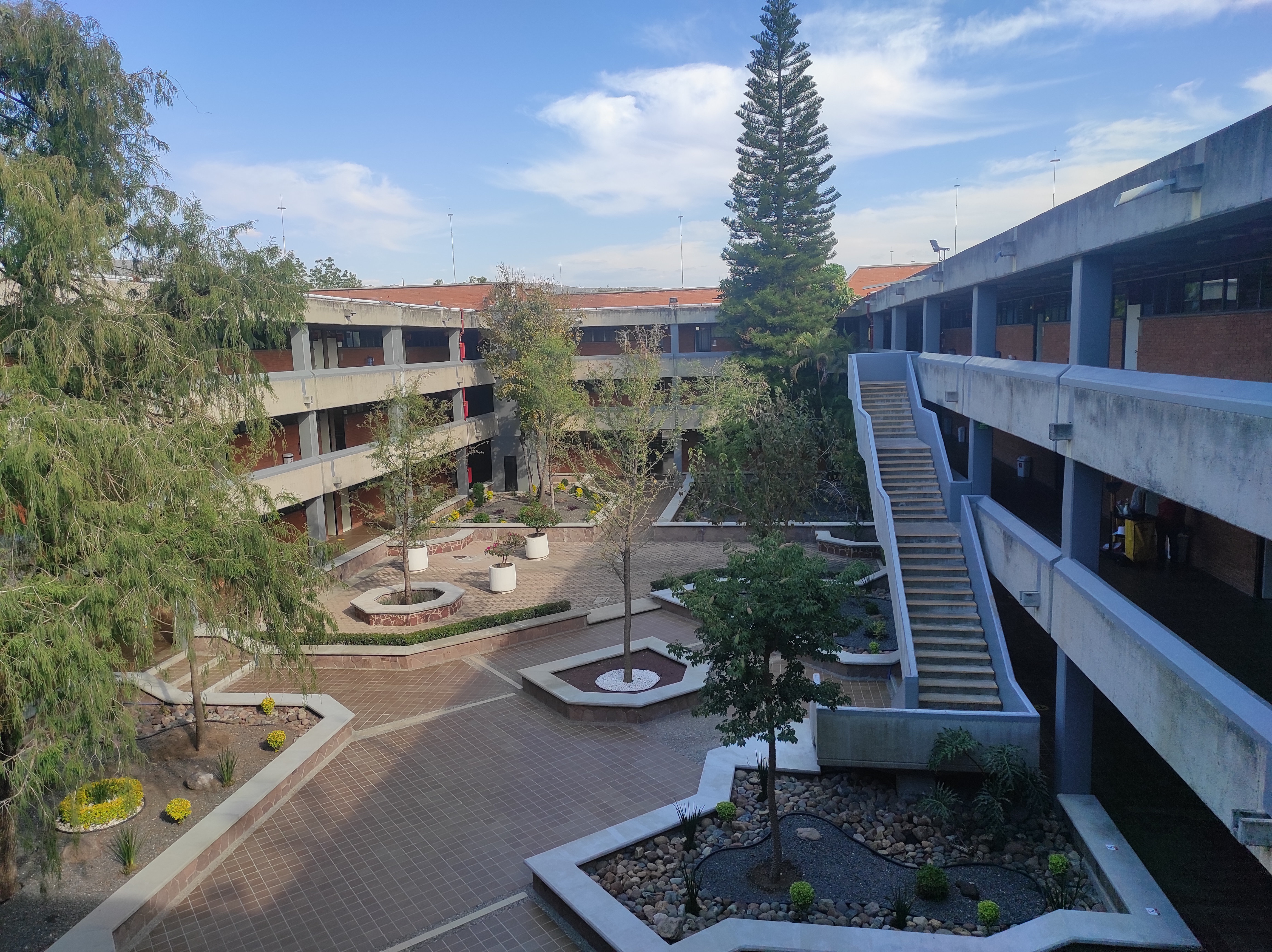
Aulas IBERO León.

## Naturaleza
La Universidad Iberoamericana León es una entidad privada creada y regida por Promoción de la Cultura y la Educación Superior del Bajío, A.C., que imparte enseñanza a nivel licenciatura y posgrado, difunde actividades culturales y científicas, promueve investigaciones científicas, culturales y literarias, así como actividades complementarias a las anteriores.

## Historia
En 1978 se funda la Universidad Iberoamericana Unidad León (que más tarde pasaría a llamarse Plantel León) para extender los servicios educativos de la UIA al estado de Guanajuato y la región del Bajío. En el año de 1980 se logró la obtención por donativo del terreno de 10 hectáreas donde se ubica actualmente el campus. En 1983 se inicia la construcción de la sede actual de la Universidad Iberoamericana León.
Siendo su primer Director el Físico Alfonso Carlos González Quevedo Bruzón, arrancando el proceso de consolidación del Sistema Educativo Universidad Iberoamericana, las Unidades pasan a llamarse Planteles.
En 1985 se hace el nombramiento del primer rector de la Ibero León, el Lic. Jorge Vértiz Campero, S.J. Ese mismo año se realiza la inauguración de la sede definitiva de la Ibero León. En 1987 se terminó la construcción del primer edificio del campus actual. Además, ese mismo año la Ibero se convierte en sede del Comité Local León de AIESEC.
En 1993 se realizó la inauguración de los edificios de Aula Magna San Ignacio y Centro de Información Académica "Jorge Vértiz Campero, S.J."
En 2002, se inicia la construcción del Edificio de Talleres de Arte y Diseño. En 2009 inicia la construcción de la Unidad de Innovación, Aprendizaje y Competitividad (UIAC).

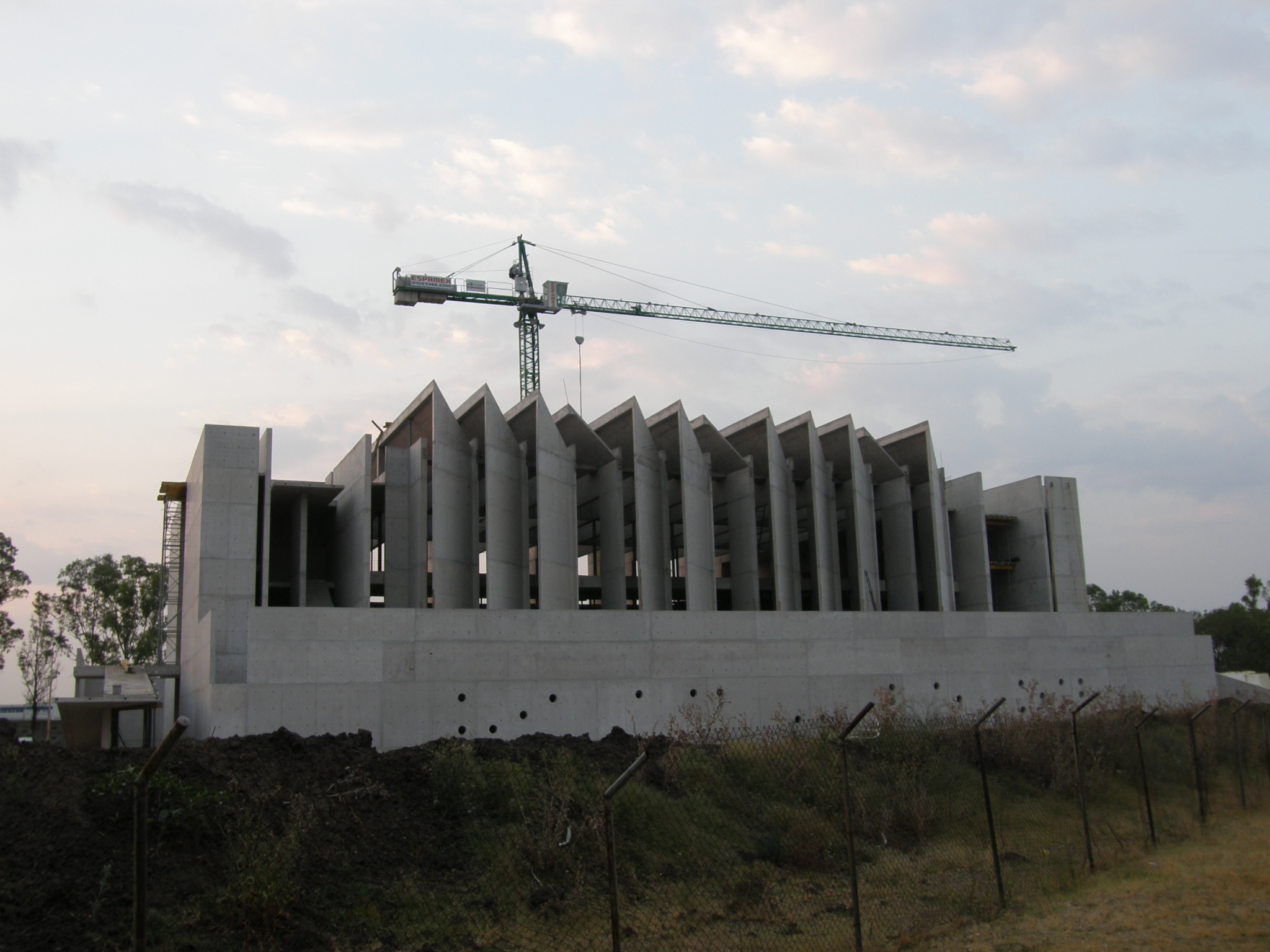
Construcción de la UIAC

En 2010 la Ibero León oferta su primer programa E-Learning.
En 2011 se inaugura de la Unidad de Innovación, Aprendizaje y Competitividad (UIAC) y se realiza el traslado de los laboratorios de Ciencias básicas e Ingenierías a este edificio.
En 2012 hubo un cambio de rector, finalizando el periodo de 6 años del Mtro. Gerardo Valenzuela, SJ e iniciando el P. Marco Antonio Bran Flores, SJ.
Nuevamente hubo un cambio de rector en 2014, finalizando el periodo de 2 años del P. Marco Antonio Bran Flores, SJ e iniciando el Mtro. Felipe de Jesús Espinosa Torres, SJ.
En 2017 se funda Ibero León Virtual, para la difusión y la promoción del aprendizaje mediante programas E-Learning innovadores, siendo así una estrategia universitaria con incidencia nacional e internacional.

## Programas Académicos

### Departamento de Arquitectura y Diseño
- Licenciatura en Arquitectura
- Licenciatura en Diseño de Producto
- Licenciatura en Diseño Digital Interactivo
- Licenciatura en Diseño Gráfico e Innovación[2]
- Maestría en Arquitectura del Paisaje
- Maestría en Interiorismo Arquitectónico
- Maestría en Diseño Fotográfico[3]

### Departamento de Ciencias Económico Administrativas
- Licenciatura en Administración y Creación de Empresas
- Licenciatura en Comercio Exterior y Logística Internacional
- Licenciatura en Contaduría y Estrategias Financieras
- Licenciatura en Inteligencia de Negocios
- Licenciatura en Marketing y Publicidad[2]
- Maestría en Desarrollo organizacional e innovación
- Maestría en Administración Organizacional
- Maestría en Alta Dirección
- Maestría en Gestión de la Innovación Tecnológica
- Maestría en Logística Internacional y Cadena de Suministros
- Maestría en Marketing Estratégico
- Doctorado en Administración[4]

### Departamento de Ingeniería
- Ingeniería Civil
- Ingeniería en Bionanotecnología[5]
- Ingeniería Industrial
- Ingeniería Mecánica y Eléctrica
- Ingeniería Mecatrónica[2]

### Departamento de Ciencias Sociales y Humanidades
- Licenciatura en Comunicación
- Licenciatura en Derecho
- Licenciatura en Relaciones Internacionales

- Maestría en Comunicación Estratégica
- Maestría en Derecho Constitucional y Amparo
- Maestría en Diseño de Proyectos Educativos Virtuales (en línea)
- Maestría en Política y Gestión Pública
- Doctorado Interinstitucional en Educación[6]

### Departamento de Ciencias de la Salud
- Licenciatura en Nutrición y Ciencia de los Alimentos
- Licenciatura en Psicología[2]

- Maestría en Nutrición Clínica
- Maestría en Psicoterapia Clínica[7]

## Deportes
- Ajedrez
- Baloncesto femenil y varonil
- Fútbol femenil y varonil
- Grupo de animación
- Tae Kwon Do
- Tenis
- Voleibol femenil y varonil
- Atletismo
- Rugby